# La Route d'Eldorado : Pour l'or et la gloire
La Route d'Eldorado : Pour l'or et la gloire (en anglais : Gold and Glory: The Road to El Dorado)  est un jeu vidéo d'action-aventure édité et développé par Revolution Software. Il est sorti en 2000 sur PC, PlayStation et Game Boy Color. Il s'agit d'une adaptation vidéoludique du film d'animation La Route d'Eldorado.

## Trame
Le jeu reprend l'univers et les personnages du film d'animation La Route d'Eldorado.

## Accueil
- Nintendo Power : 7,3/10  (GBC)[1]